# Лило, Владимир Станиславович
Владимир Станиславович Лило (23 мая 1971, Ставрополь) — российский мультимедиахудожник, куратор, актёр, режиссёр, экспозиционер.

## Биография
Родился 23 мая 1971 года в Ставрополе. Среднюю школу окончил в Ленинграде.
Вернувшись в Ставрополь, работал художником в местном краевом драматическом театре и в Ставропольской филармонии.
После службы в армии, в начале 90-х, вернулся в Ленинград. Занимался экспериментальными, синтетическими жанрами искусства, тяготеющими к театральному перформансу, хеппинингу, хулиганству. Окончил институт «Про Арте», факультет «Новые технологии в современном искусстве».
Руководил выставочным отделом в петербургском филиале Государственного центра современного искусства и в кронштадтском CyLandMediaLab. Работал техническим директором фестиваля Cyberfest, провел множество выставок в Петербурге, Москве, Барселоне, Мадриде, Нью-Йорке. В Молодёжном образовательном центре Эрмитажа преподавал «New Media in art».
Регулярно участвует в выставках арт-группы «Parazzzit».
«...я художник-оформитель. Это образование как первая любовь; я получил его на курсах в Краевом Научно-Методическом Центре Народного Творчества (КНМЦНТ) г. Ставрополя в 1989 году. Потом я еще много учился, - у меня несколько дипломов, но по сей день храню верность только археологии и к театру испытываю ненависть. Мой творческий метод был выкован в пламени этих пристрастий и закален в ледяном омуте Parazit'a. («Parazit» - арт-группа из Санкт-Петербурга. Вова Лило с 2010 года является «художником-паразитом». Прим. ред.)
Идеи произведений приходят ко мне всегда внезапно, в одну минуту, я только подчиняюсь. Моё кредо - это социальная заостренность, критическое отношение к внешней среде, я работаю с такими чувствами, как отвращение, стыд, неприязнь, боязнь смерти и тайное её желание.»
(Вова Лило. Из воображаемого интервью для «Forbes». 2021)

## Персональные выставки
- 2013 — «Весна священная». Галерея «Борей», Санкт-Петербург[2][3].
- 2010 — «Дневники мобилографа: Нью-Йоркская хроника». ГЦСИ, Санкт-Петербург[4].
- 2007 — «Инсталляция 37». Галерея «Белка и Стрелка», Санкт-Петербург[5].